# António Caldas
José António Caldas Oliveira (nascut l'1 de maig de 1959), conegut com a Caldas, és un futbolista portuguès ja retirat que va jugar de porter i actualment fa d'entrenador.

## Carrera com a jugador
Nascut a Braga, Caldas va jugar a futbol juvenil amb el SC Braga local. Va passar la major part de la seva carrera a la segona divisió, durant 19 anys de carrera professional.
L'entrada de Caldas a la Primeira Liga va consistir en deu partits per al FC Vizela la temporada 1984–85 (descens de l'equip), i 16 amb el FC Paços de Ferreira a la campanya 1991–92. També va formar part del primer equip del Braga i del CF União, però no va aparèixer a la lliga amb cap dels dos clubs.

## Carrera com a entrenador
Caldas va començar a entrenar mentre encara era un jugador actiu, amb el Leixões SC. Posteriorment va tornar al Braga, encarregant-se tant del juvenil com del filial i ajudant a engegar la carrera d'Eduardo Carvalho, que va aconseguir diverses internacionalitats amb Portugal.
L'any 2006-07, Caldas va dirigir el GD Chaves abans de tornar a Braga, tornant a estar al capdavant de la sub-19, però després de l'acomiadament de Manuel Machado va ascendir a la primera plantilla del SC Braga on la 2007-08 va classificar el l'equip a la primera qualificació de la Copa Intertoto de la Copa de la UEFA.
Caldas es va traslladar a Angola el 2010, on va entrenar el SH Benfica (Huambo) i l'Interclube on va guanyar la Copa i la Supercopa d'Angola. Va fer història amb l'Interclub, era la primera vegada que un equip d'Angola arribava a la semifinal de la Lliga de Campions de la CAF. Actualment entrena el GD Sagrada Esperança.